# Baškirski naravni rezervat
Baškirski naravni rezervat (rusko Башкирский заповедник) se nahaja v osrednjem delu baškirskega (južnega) Urala. V rezervatu se od južnega gorovja Ural do reke Kaga nahajajo gozdnata gorska pobočja, kjer je opazen prehod iz gorskega gozda v stepo. Rezervat se nahaja v občini Burzianski, v Baškortostanu.

## Topografija
Rezervat je na severu omejen z reko Kago, na vzhodu z južnim izvirom južnega Urala, reko Uzyan na jugu in gorovjem Krakov na zahodu. Vrhovi mnogih grebenov so zglajeni in prekriti z gozdom. Gozd stoji na pobočjih gora, od rezervnega prehoda na vzhodu do stepe in travnikov v spodnjem predelu.
Med znamenitostmi je Kapova jama s paleolitskimi stenskimi poslikavami, eno od redkih takih najdišč v tej regiji. Ruska vlada jo je uvrstila na poskusni seznam za kandidaturo za vpis med Unescovo svetovno dediščino. Od leta 2010 nastaja muzejski kompleks, ki bi predstavil jamo obiskovalcem brez tveganja za ranljive poslikave v notranjosti.

## Podnebje in ekoregija
Baškirski naravni rezervat se nahaja na južnem koncu ekoregije z imenom Uralska montanska tundra in tajga, ki je točka na kateri se srečajo evropski in azijski rastlinski pasovi. (WWF ID#610). Podnebje baškirskega rezervata je vlažno borealno podnebje s svežim poletjem (Köppnova podnebna klasifikacija dfc). Za to podnebje so značilna blaga poletja (le 1-3 mesece nad 10°C) in hladne, snežne zime (najhladnejši mesec pod –3°C).

## Flora in favna
Zaradi svoje lokacije na stičišču več ekoregij ima rezervat visoke biološke raznovrstnosti. Vegetacija vključuje sibirske, evropske, srednjeazijske in arktične vrste. Gozdovi pokrivajo 80% rezervata, večinoma z borealnimi gozdnimi oblikami bora in macesna, na nekaterih odsekih rezervata pa raste izključno breza. Ob spodnjih rekah so pasovi jelše / vrbe. V rezervatu je zabeleženih 812 vrst vaskularnih rastlin, 95 vrst alg, 42 vrst gliv (makromicete), 322 vrst lišajev in 124 vrst mahov. Živali v rezervatu so značilne za južne uralske gozdove - rjavi medved, veverica, ris, rdeča veverica in drobnica. Park je zabeležil 275 vrst vretenčarjev, od tega 17 vrst rib, 3 vrste dvoživk, 6 vrst plazilcev, 196 vrst ptic in 53 vrst sesalcev. Hitri, hladni potoki omogočajo življenje postrvi.

## Upravljanje
V rezervatu je naravoslovni muzej, vendar je za obisk samega ozemlja potrebno dovoljenje s strani uprave rezervatov. V spremstvu vodnika je dovoljeno samo določeno število ekoloških ogledov.